# بل هوکس
گلوریا جین واتکینز (زادهٔ ۲۵ سپتامبر ۱۹۵۲ – درگذشتهٔ ۱۵ دسامبر ۲۰۲۱) که با نام هنری بل هوکس (به انگلیسی: Bell Hooks) معروف است نویسنده، فمینیست و کنشگر اجتماعی آمریکایی بود. وی نام هنری خود را از جد مادری خود بل بلر هوکس گرفته است.
تمرکز نوشته‌هایش بر درهم‌تنیدگی نژاد، سرمایه‌داری و جنسیت است و قدرت این سه در تولید و بازتولید ساختارهای سرکوب‌گر و سلطه طبقه است. او بیش از سی کتاب، شماری مقاله‌های دانشگاهی و مقاله‌های ژورنالیستی منتشر کرده و در چند فیلم مستند حضور پیدا کرده و سخنرانی‌های عمومی بسیاری داشته است. هوکس، عمدتاً از زاویه پساساختاری، نژاد، طبقه و جنسیت را در آموزش، هنر، تاریخ، سکسوالیته، وسایل ارتباط جمعی (رسانه‌های عمومی) و فمنیسم مورد بررسی قرار داده‌است.

## زندگی‌نامه
گلوریا جین واتکینز در ۲۵ سپتامبر ۱۹۵۲ در هاپکیزنزویل ایالت کنتاکی به دنیا آمد و در خانواده‌ای کارگری به همراه پنج خواهر و یک برادر بزرگ شد. پدرش، وئودوس واتکینز، سرایدار و مادرش روزا بل واتکینز کارگر خانگی بود. بل هوکس در بچگی به شدت کتاب‌خوان بود. تحصیل ابتدایی او در مدارس دولتی نژادی-جدا (مدرسه سیاهان) سپری شد و او بعدها از مشکلات عدیده‌ای که با تغییر مدرسه‌اش به مدرسه مختلط که در آن اکثر معلمان و دانش‌آموزان سفید بودند نوشت. او از دبیرستان هاپکینزویل در هاپکینزویل کنتاکی دیپلمش را گرفت و در رشته انگلیسی (ادبیات انگلیسی) در مقطع کارشناسی از دانشگاه استانفورد در سال ۱۹۷۳ فارغ‌التحصیل شد و کارشناسی ارشد (فوق لیسانس) خود را در رشته انگلیسی از دانشگاه ویسکانسن-مدیسون در سال ۱۹۷۶ گرفت. در سال ۱۹۸۳، بعد از سال‌ها درس دادن و نوشتن، دکتری خود را در دانشکده ادبیات دانشگاه سانتاکروز کالیفرنیا با تزی بر روی تونی موریسون نویسنده به پایان رساند.

## چهره‌های تاثیرگذار
برخی از کسانی که بر هوکس تاثیر گذاشته‌اند عبارتند از سوژونر تروث، فمینسیت و مدافع الغای برده‌داری آفریقایی-آمریکایی (آمریکایی سیاه) (اولین کار مهم بل هوکس از سخنرانی سوژونر تروث با عنوان «آیا من زن نیستم؟» الهام گرفته است)، پائولو فریره، آموزگار برزیلی (بل هوکس از ایده‌های فریره در زمینه آموزش در نظریه آموزش مبتنی بر گفتگو خود استفاده می‌کند)، اریک فروم روان‌شناس، لورین هانسبری نمایش‌نامه‌نویس، تیک نات هان راهب بودایی، جیمز بالدوین نویسنده سیاه آمریکایی، والتر رادنی تاریخ‌دان گویایی، ملکوم ایکس رهبر ناسیونالیست سیاه و مارتین لوتر کینگ رهبر و فعال حقوق مدنی.